# Алексеев, Георгий Андреевич
Гео́ргий Андре́евич Алексе́ев (род. 29 мая 1949) — российский математик, доктор физико-математических наук, ведущий научный сотрудник отдела механики Математического института имени. В. А. Стеклова РАН.

## Биография
Родился в семье художника, ветерана Великой Отечественной войны, Андрея Михайловича Алексеева (1917—1971).
Окончил механико-математический факультет МГУ по кафедре гидромеханики (1972), однокурсниками были В. А. Васенин, С. В. Гувернюк, А. В. Карапетян, В. Е. Павловский, А. Л. Семёнов, Я. В. Татаринов, Е. И. Кугушев и аспирантуру там же (1975), ученик Н. Р. Сибгатуллина. Работает в Математическом институте им. Стеклова РАН, в настоящее время — ведущий научный сотрудник.
Диссертации:
- Излучение и распространение волн в сильных полях тяготения [Текст] : Автореферат дисс. на соискание учёной степени кандидата физико-математических наук. (01.02.05) / Моск. ун-т им. М. В. Ломоносова. Мех.-мат. фак. — Москва : [б. и.], 1976 (защищена в МГУ по специальности «механика жидкости, газа и плазмы»)[2].
- К теории интегрируемых редукций уравнений Эйнштейна : Метод преобразования монодромии : диссертация … доктора физико-математических наук : 01.01.03. — Москва, 1999. — 472 с. : ил. (защищена по специальности «математическая физика» в Математическом институте им. В. А. Стеклова РАН в 2000 г.)[3].

## Научные интересы
Теория гравитации Эйнштейна (математические методы в физике чёрных дыр, теории гравитационных волн, космологии); теория нелинейных интегрируемых систем и её применение для изучения нелинейных свойств сильных гравитационных полей и их взаимодействия с другими видами материи.

## Избранная библиография
- G. A. Alekseev, «Solution for „geodesic“ motion of a Schwarzschild black hole along a magnetic field in AdS2×S2AdS2×S2 space-time», Proceedings of the Fourteenth Marcel Grossman Meeting on General Relativity (University of Rome «La Sapienza» — Rome, Italy, 12-18 July, 2015), eds. Massimo Bianchi, Robert T Jantzen, Remo Ruffini, World Scientic, Singapore, 2017, 2560—2564
- G. A. Alekseev, «Collision of strong gravitational and electromagnetic waves in the expanding universe», Phys. Rev. D, 93:6 (2016), 61501 , 6 pp., arXiv: 1511.03335v2
- Г. А. Алексеев, «Интегрируемые и неинтегрируемые структуры в уравнениях Эйнштейна-Максвелла c абелевой группой изометрий G2G2», Современные проблемы механики, Сборник статей, Тр. МИАН, 295, МАИК, М., 2016, 7-33
- G. Alekseev, «Travelling waves in expanding spatially homogeneous space-times», Class. Quantum Grav., 32:7 (2015), 075009 , 18 pp.